# فينثوات
الفينثوات (بالإنجليزية: Phenthoate)‏ هو مبيد حشري من الفوسفات العضوي. يُستخدمُ ضدّ حرشفيّات الأجنحة، وقافات الأوراق والمن، والحشرة القشريّة، والبعوض، والذباب، والذباب المنزلي، والذباب الشعراوي.

## روابط خارجية
- Phenthoate in the Pesticide Properties DataBase (PPDB)